# Horváth Mihály (piarista pap)
Horváth Mihály (Nyitra, 1711. – Pest, 1752. február 7.) piarista áldozópap, egyházjogász.

## Élete
Nemes szülők gyermeke. 1728. október 6-án Privigyén lépett a rendbe. 1735-ben Nyitrán tanított, 1739. március 30-án Szegeden áldozópappá szentelték föl. 1747-ben Vácon retorikát tanított. 1743-48-ban Kalocsán Patachich Gábor érsek rokonánál, Patachich Jánosnál nevelő volt; 1749-ben magyar hitszónok és plébános-helyettes volt Debrecenben; 1750-ben hitszónok Kecskeméten; ezentúl ugyanott gimnáziumi igazgató és házfőnök. Súlyos betegségbe esvén, amikor gyógyulás végett Pestre ment, itt 1752. február 7-én meghalt. Az egyházjogban, különösen némely fölmerült vitás kérdésekben alapos ismeretei voltak. Nagy István (Tudományos Gyűjtemény 1823, VI. 92) szerint a kecskeméti tanács költségén illetőleg a tanácsnak ajánlva kiadta Az első Mátyás Magyar Király leveleit (Kassa, 1745), melynek Előtáró Beszédében röviden ismertette Kecskemét város történetét.

## Műve
- Natales Archi Episcopatus Metropolitanae Colocensis & Batsiensis Ecclesiaram Canonice unitarum, in quibus origo & series eiusdem sacrae sedis Archi-Praesulum, fide dignis potissimum testimoniis, cum accurata Chronologia, usque ad praesentem annum exhibentur... Budae, 1746